# فرهنگسرای ارسباران
فرهنگسرای هنر یا فرهنگسرای ارسباران یکی از فرهنگسراهای فعال در شهر تهران است.
این فرهنگسرا در آبان ۱۳۷۴ توسط شهرداری تهران تأسیس شد. هفت کانون هنری تجسمی، صنایع دستی، موسیقی، نمایش، معماری، فیلم و عکس در کنار واحدهای آموزشی، روابط عمومی، مذهبی و ورزش فعالیت می‌کنند.
یکی از مهم‌ترین بخش‌های فرهنگسرا، کتابخانه با مساحت ۳۰۰ متر مربع است که دارای دو سالن مجزا برای قرائت خانم‌ها و آقایان است. کتابخانه فرهنگسرای هنر دارای ۱۲۳۰۰ جلد کتاب فارسی و ۷۲۹ نسخه کتاب انگلیسی است و روزانه ۲۱ روزنامه در آن موجود است و ۱۰ مجله فارسی و یک مجله ژاپنی به‌طور ماهانه در اختیار مراجعه‌کنندگان قرار می‌گیرد.
از دیگر بخش‌های فرهنگسرا، سالن نمایش با ظرفیت ۳۰۱ صندلی در طبقه پایین و ۲۹ صندلی جهت میهمانان است. نگارخانه هنر نیز در بازارچه پنجشنبه و جمعه خود، صنایع دستی مختلف عرضه می‌کند. نگارخانه عکس فرهنگسرا با برپایی نمایشگاه‌های مختلف در این مرکز فعال است.
فرهنگسرای هنر با برپایی کلاس‌های آموزشی هنرهای سنتی ایران رشته‌های نگارگری، طراحی قالی، تذهیب، خوش‌نویسی ،(در سطوح مختلف) نقاشی قهوه‌خانه‌ای و رشته‌های قصه‌نویسی، ویراستاری، طراحی و نقاشی و همچنین در حوزه ملی، فرامنطقه‌ای، منطقه‌ای، محله‌ای، از طریق کانون‌های نمایش، موسیقی، ادبی همراه با واحدهای روابط عمومی، آموزشی، امور اجتماعی مشارکت دارد.
این فرهنگسرا در بزرگراه رسالت، نزدیکی پل سیدخندان، خیابان ارسباران واقع شده است.